# Ngọc lan Bảo Hoa
Ngọc lan Bảo Hoa (danh pháp khoa học: Magnolia zenii) là một loài thực vật thuộc họ Magnoliaceae. Đây là loài đặc hữu tại Giang Tô, Trung Quốc. Sinh trưởng tại độ cao khoảng 220 m trên những vùng đất ở sườn phía bắc núi Bảo Hoa.

## Hình ảnh

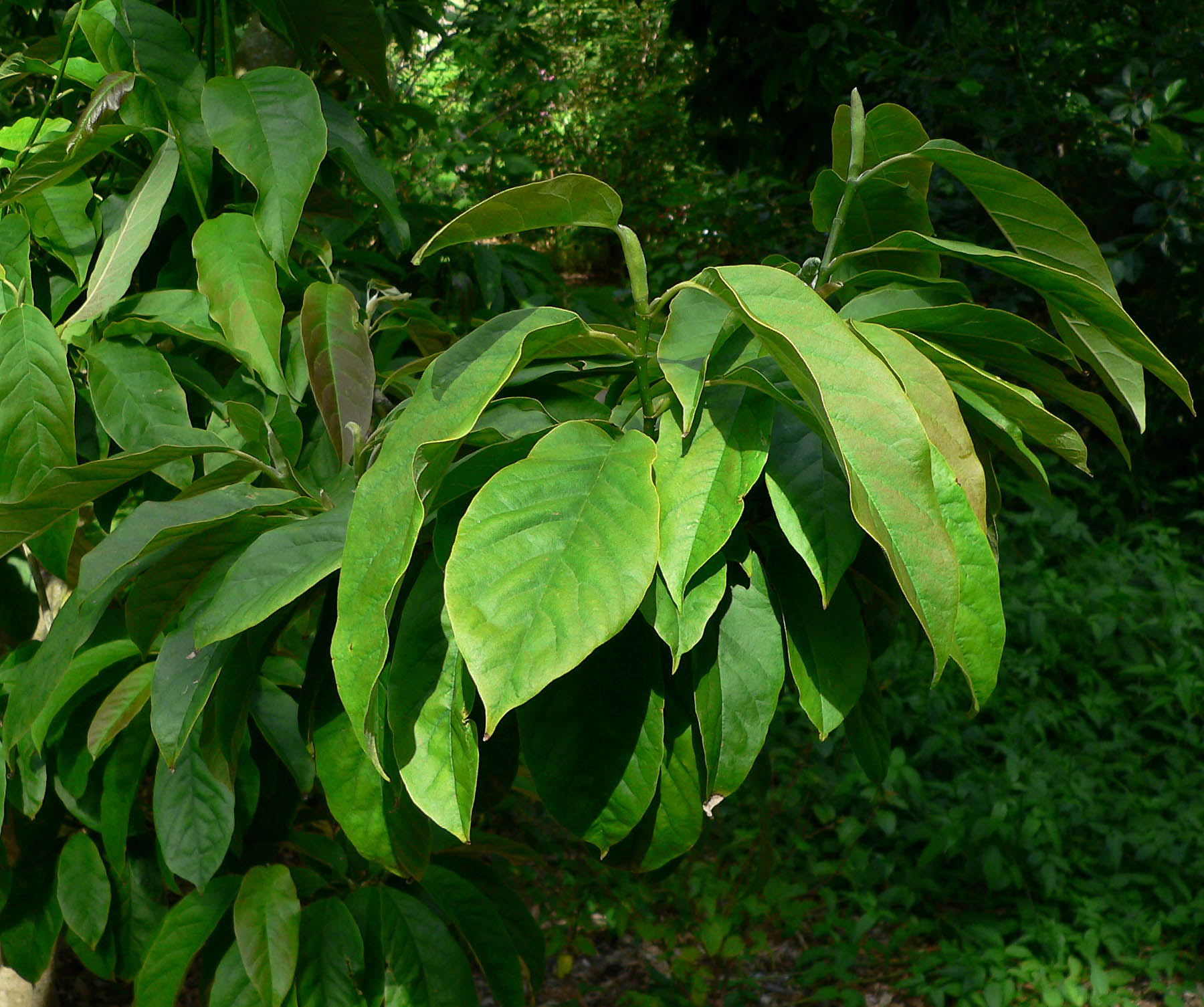